# CGS-mértékegységrendszer
A CGS (centiméter gramm szekundum) mértékegységrendszer (rövidítve CGS vagy cgs) a metrikus mértékegységrendszer egy változata: a centiméter mint a  hosszúság egysége, a gramm mint a tömeg egysége és a másodperc mint az idő egysége. Az összes CGS mechanikai egység ebből a három alapegységből egyértelműen származtatható, de a CGS-rendszer kiterjesztésének az elektromágnességre számos különböző módja létezik.  

## Történet
A CGS-rendszer a német matematikus, Carl Friedrich Gauss 1832-es javaslatán alapul, hogy a három egység – hosszúság, tömeg és idő – alapozza meg a mértékegységek rendszerét. Gauss a milliméter, a milligramm és a másodperc egységeit választotta.  1873-ban a Brit Tudományos Fejlesztési Egyesület bizottsága – benne a brit fizikusok, James Clerk Maxwell és William Thomson – ajánlotta a centiméter, gramm és másodperc alapegységek általános elfogadását, és az összes származtatott elektromágneses egység kifejezését ezekkel az alapegységekkel.

## A CGS-egységek meghatározása a mechanikában
A mechanikában az egységek CGS- és SI-rendszerei azonos módon épülnek fel. A két rendszer a három alapegység közül kettőben csak az arányokban különbözik (centiméter/méter és gramm/kilogramm), míg a harmadik egység (másodperc az idő egységeként) mindkét rendszerben azonos. 
A CGS-ben és az SI-ben a mechanika mértékegységei között azonosság áll fenn, a mechanika törvényeit nem érinti az egységek választása. Az összes származtatott mértékegység definíciója a három alapegységre alapozva tehát mindkét rendszerben azonos, és a származtatott egységek egyértelmű kapcsolatot tartalmaznak: 
Így például a CGS-nyomásegység, a barye, a CGS alapegységéhez kapcsolódik, a hosszúság, a tömeg és az idő ugyanúgy, mint az SI-nyomásegység, a pascal, az SI alapegységekhez kapcsolódik, tömeg és idő: 
1 nyomásegység = 1 erőegység / (1   hosszúságegység)2 = 1   tömegegység / (1. \ t   a hosszúság egysége (1   időegység)2 )
1 Ba (= 1×10−6 bar) = 1 g / (cm⋅s2)
1 Pa = 1   kg / (m⋅s2 ).
A CGS-ből származtatott egység SI-alapmértékegységek alapján történő kifejezése, vagy fordítva, megköveteli a két rendszert összekapcsoló skálafaktorok kombinálását: 
1 Ba = 1 g / (cm⋅s2 ) = 10−3 kg / (10 −2 m⋅s2 ) = 10 −1 kg / (m⋅s2 ) = 10−1 Pa.

## Általános irodalom
- Griffiths, David J.. Appendix C: Units, Introduction to Electrodynamics (3rd ed.). Prentice Hall (1999). ISBN 0-13-805326-X  Griffiths, David J.. Appendix C: Units, Introduction to Electrodynamics (3rd ed.). Prentice Hall (1999). ISBN 0-13-805326-X  Griffiths, David J.. Appendix C: Units, Introduction to Electrodynamics (3rd ed.). Prentice Hall (1999). ISBN 0-13-805326-X
- Jackson, John D.. Appendix on Units and Dimensions, Classical Electrodynamics (3rd ed.). Wiley (1999). ISBN 0-471-30932-X  Jackson, John D.. Appendix on Units and Dimensions, Classical Electrodynamics (3rd ed.). Wiley (1999). ISBN 0-471-30932-X  Jackson, John D.. Appendix on Units and Dimensions, Classical Electrodynamics (3rd ed.). Wiley (1999). ISBN 0-471-30932-X
- Kent, William. Electrical Engineering. Standards of Measurement page 1024, The Mechanical Engineer's Pocket-book (5th ed.). Wiley (1900)
- Littlejohn, Robert: Gaussian, SI and Other Systems of Units in Electromagnetic Theory (PDF). Physics 221A, University of California, Berkeley lecture notes, 2017. február 1. [2015. december 11-i dátummal az eredetiből archiválva]. (Hozzáférés: 2017. december 15.)

## Fordítás
Ez a szócikk részben vagy egészben  a   Centimetre–gram–second system of units című angol Wikipédia-szócikk ezen változatának fordításán alapul.  Az eredeti cikk szerkesztőit annak laptörténete sorolja fel. Ez a jelzés csupán a megfogalmazás eredetét és a szerzői jogokat jelzi, nem szolgál a cikkben szereplő információk forrásmegjelöléseként.